# Vester Åby Sogn
Vester Åby Sogn ist eine Kirchspielsgemeinde (dän.: Sogn)
auf der Insel Fyn (dt.: Fünen) im südlichen Dänemark.
Bis 1970 gehörte sie zur Harde Sallinge Herred im damaligen Svendborg Amt, danach zur Faaborg Kommune im
Fyns Amt, die im Zuge der  Kommunalreform zum 1. Januar 2007 in der
Faaborg-Midtfyn Kommune in der Region Syddanmark aufgegangen ist.
Im Kirchspiel leben 1201 Einwohner, davon 777 im Kirchdorf (Stand: 1. Januar 2023).

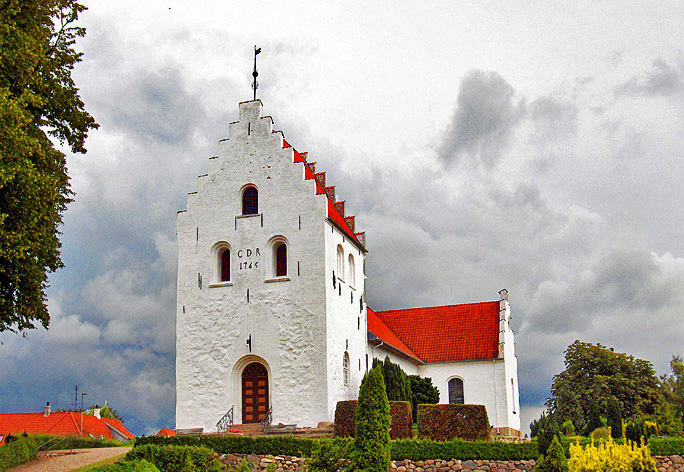
Vester Åby kirke

Im Kirchspiel liegt die Kirche „Vester Åby Kirke“.
Nachbargemeinden sind im Südwesten Åstrup Sogn, im Westen Diernæs Sogn, im Nordwesten Brahetrolleborg Sogn und im Norden Krarup Sogn, ferner in der östlich benachbarten Svendborg Kommune Hundstrup Sogn und Ulbølle Sogn.

## Persönlichkeiten
- Helge Larsen (1915–2000), Politiker